# Земанов ефекат
Земанов ефекат представља феномен цепања спектралне линије у магнетном пољу. Ефекат носи име по његовом проналазачу, холаднском физичару Земану. Ефекат је објаснио Лоренц за шта је са Земаном поделио Нобелову награду за физику 1902. године.
Ефекат је последица постојања електронских стања чија енергија зависи од магнетног поља, односно од магнетног квантног броја. Ван магнетног поља сва стања имају једнаке енергије, те пошто енергија не одређује стање једнозначно, каже се да су стања дегенерисана. У магнетном пољу долази до уклањања дегенерације, те зависно од вредности магнетног квантног броја сваком различитом стању се додаје или одузима мала различита количина енергије што се испољава у спектрима као цепање спектралних линија на више компонената. 
Земанов ефекат у магнетном пољу је аналоган Штарковом ефекту у електричном пољу. Инверзни Земанов ефекат је ефекат цепања апсорпционих линија у магнетном пољу, за разлику од спектралних линија које су емисионе.

## Нормални Земанов ефекат
Нормални Земанов ефекат подразумева уклањање дегенерације енергије у спољашњем магнетном пољу када се 2l+1 стања са истом енергијом раслојавају тако да се свака два стања разликују за исту малу вредност енергије, у зависности од магнетног квантног броја који карактерише свако стање. Разлика енергије између две суседне раздвојене спектралне линије је , где је B интензитет спољашњег магнетног поља, а  је Боров магнетон.
Цепање код нормалног Земановог ефекта зависи само од квантног броја m, а не зависи од квантних бројева n и l.

## Примена
Нуклеарна магнетна резонанција се заснива на Земановом ефекту с једином разликом што се ради о енергијским нивоима атомских језгара уместо електрона. Магнетно поље уклања дегенерацију спинских стања и првобитни заједнички ниво се цепа на неколико компонената.
Земанов ефекат има велики значај у модерној астрофизици јер његовим опажањем и мерењем у спектрима звезда може да се одреди магнетна индукција на површини тих небеских тела.
Земанов ефекат представља основу за квантно-механичко објашњење Фарадејевог ефекта.